# Белгородский уезд

Герб Белгородского уезда. 1893

Белгоро́дский уе́зд — административно-территориальная единица Российской империи, УНР, Украинской Державы, а затем РСФСР. Уезд входил в состав: Белгородской губернии (1727—1779), Курского наместничества (1779—1797) и Курской губернии (1797—1928). Уездным центром был город Белгород, который в 1727—1797 годах являлся также губернским центром.

## История
Белгородский уезд известен как административно-территориальная единица с 1599 года. Входил в состав Белгородского разряда. Занимал огромную территорию от Курска до Азова (современные Харьковскую, Луганскую и Донецкую области). Заселен был мало, в 1620 году имел только 23 поселения с 874 дворами.
Северная часть Белгородского уезда, защищенная укреплениями Белгородской засечной черты, в административном плане делилась на станы. Местное население несло воинскую повинность по защите укреплений и занималось земледелием. Южная часть Белгородского уезда была не заселена, называлась Донецкой волостью и делилась на юрты — аналоги ухожьев. На их территории занимались рыбалкой, охотой, бортничеством. Новопоселенцы изучали недра донецкого бассейна. С 1625 года в районе современного Славянска добывали соль. «Промышлять» её в донецкие степи ездили «охочие» люди из Валуек, Оскола, Ельца, Курска и других «окраинных» городов России. Белгородские юрты прекратили своё существование достаточно рано. Уже в 1638 году на их территории возник город Чугуев, а после присоединения Левобережной Украины в 1654 году сюда устремилась мощная украинская переселенческая волна.
До наших дней сохранились описания Белгородского уезда. Одно из них (1646 года) было частично напечатано. Писцовая книга Белгородского уезда 1626 года анализировалась историком И. Н. Миклашевским. Согласно его выводам, заселённая часть Белгородского уезда располагалась в промежутке между Муравским и Изюмским шляхами — в верховьях Северского Донца. Уезд делился на четыре стана:
- Сажный стан
- Разумницкий стан
- Коренский стан
- Короченский стан

К Белгородскому уезду относилась также посопная дворцовая волость. Появление поблизости от Белгорода городов-крепостей Яблонова и Корочи изменило контуры Белгородского уезда, который потерял свою восточную часть. Кроме села Старикова к Короченскому уезду перешли село Городище и деревня Тюрина из посопной волости, а также некоторые селения бывшего Короченского стана.
В. П. Загоровский оценивал общее количество населения в Белгородском уезде в 20-х годах XVII века в 12—14 тыс. чел. В 1719 году мужское однодворческое население уезда составляло 10,5 тыс. чел., крестьянское — свыше 3,9 тыс. чел..
По данным 1678 года, Белгородский уезд состоял из трёх станов — Коренского, Разуменского и Сажного.

### В составеКиевской губернии
В связи с реформами Петра I уезды были сначала упразднены (1708 год), позднее (1710 год) вместо уездов появились доли, потом (1719 год) появились дистрикты, а в 1727 году дистрикты были переименованы в уезды.

### В составе Белгородской губернии
В 1727 году из состава Киевской губернии была выделена Белгородская губерния, состоящая из Белгородской, Орловской и Севской провинций. Провинции, в свою очередь, делились на уезды. Белгородский уезд вошёл в состав Белгородской провинции, уездным центром стал город Белгород, который, кроме того, являлся губернским центром. В 1732 году к Белгородскому уезду были присоединены города Болховец и Нежегольск с их уездами. По данным 1762—1764 годов, в состав Белгородского уезда входили:
- Разуменский стан
- Саженский стан
- Коренский стан
- Нижегольский стан
- Болховецкий стан

### В составе Курского наместничества
В 1779 году Белгородская губерния была разделена между Курским, Орловским и Харьковским наместничествами; Белгородский уезд, территория которого была значительно сокращена, вошёл в состав Курского наместничества. Большая часть территории «старого» уезда без Белгорода вошла в состав Слободской губернии (ставшей через год Харьковским наместничеством).

### В составе Курской губернии
В 1797 году Курское наместничество было преобразовано в Курскую губернию. К Курской губернии были присоединены территории, переданные в 1779 году Слободско-Украинской (Харьковской) губернии из состава Белгородской губернии. Часть возвращенных территорий, в том числе и город Хотмыжск, была отнесена к Белгородскому уезду. Кроме того, к уезду отошла часть упраздненного Богатенского уезда.
В 1802 году уезды были разукрупнены, большинство уездов существовавших до 1797 года, были восстановлены. Часть территории Белгородского уезда была передана в состав воссозданного Хотмыжского уезда (с 1838 года — Грайворонского).
В 1802—1918 годах границы Белгородского уезда оставались без значительных изменений. В 1881 году уезд состоял из 4 станов, в которые входили 14 волостей.
I стан
- Болховецкая волость: Болховец
- Томаровская волость: Томаровка, хутора Волхов, Дубинин[9], Хворостяной, Соснов, Криничный, Макогонов, Здесенков, Дундин, Кисляков, Чеканов, Козачев, Кайдашов, Неушков, Власенков, Солодовников и Рожков[10]
- Карповская волость: Карпов
- Шопинская волость: Шопино

II стан
- Пушкарская волость
- Безсоновская волость: Бессоновка, Весёлая Лопань
- Толоконская волость: Антоновка (Соловьевка), Журавлевка, Наумовка, Ольховатка, Петровка, Толоконское (Виноградное), Черемошное

III стан
- Никольская волость
- Муромская волость: Муром
- Шебекинская волость: Дмитриевка, Екатериновка, Крапивная, Чураево, Новая Таволжанка, Старая Товолжанка, Титовка, Устинка, Шебекина слобода

IV стан
- Масловская волость
- Мелиховская волость: Мелихово
- Сабынинская волость: Аркадьевка, Бахаревский Хутор, Киселево, Мелихово, Нелидов Хутор, Ольховатый Хутор, Сабынино (Сабылино), Ушаковка
- Старогородская волость: Белая Креница, Генераловка, Гремучий Колодезь, Месоедово, Разумное, Старое Городище, Черная Поляна, Щегловка, Ястребово, Яченев Колодезь.

### В составе Украинской державы
В апреле 1918 года город Белгород и территория Белгородского уезда были полностью оккупированы германскими войсками и до конца 1918 г. входили в состав Украинской державы гетмана П. П. Скоропадского, после свержения которого местность вошла в состав Украинской Народной Республики. Уезд освобожден Красной Армией 20 декабря 1918 года. Однако Белгород и Белгородский уезд в административном отношении числились в пределах Украины до 11 февраля 1919 года.

### В составе Юга России
В июне 1919 года город Белгород и вся территория Белгородского уезда были захвачены войсками ВСЮР — Добровольческой армией Владимира Май-Маевского (Белгород — 22-23 июня), и до конца 1919 г. входили в состав Харьковской области Юга России, образованную 25 июня. В декабре 1919 года Первая конная армия Буденого захватила Белгородчину и установила советскую власть (в Белгороде — 7 декабря).

### В годы СССР

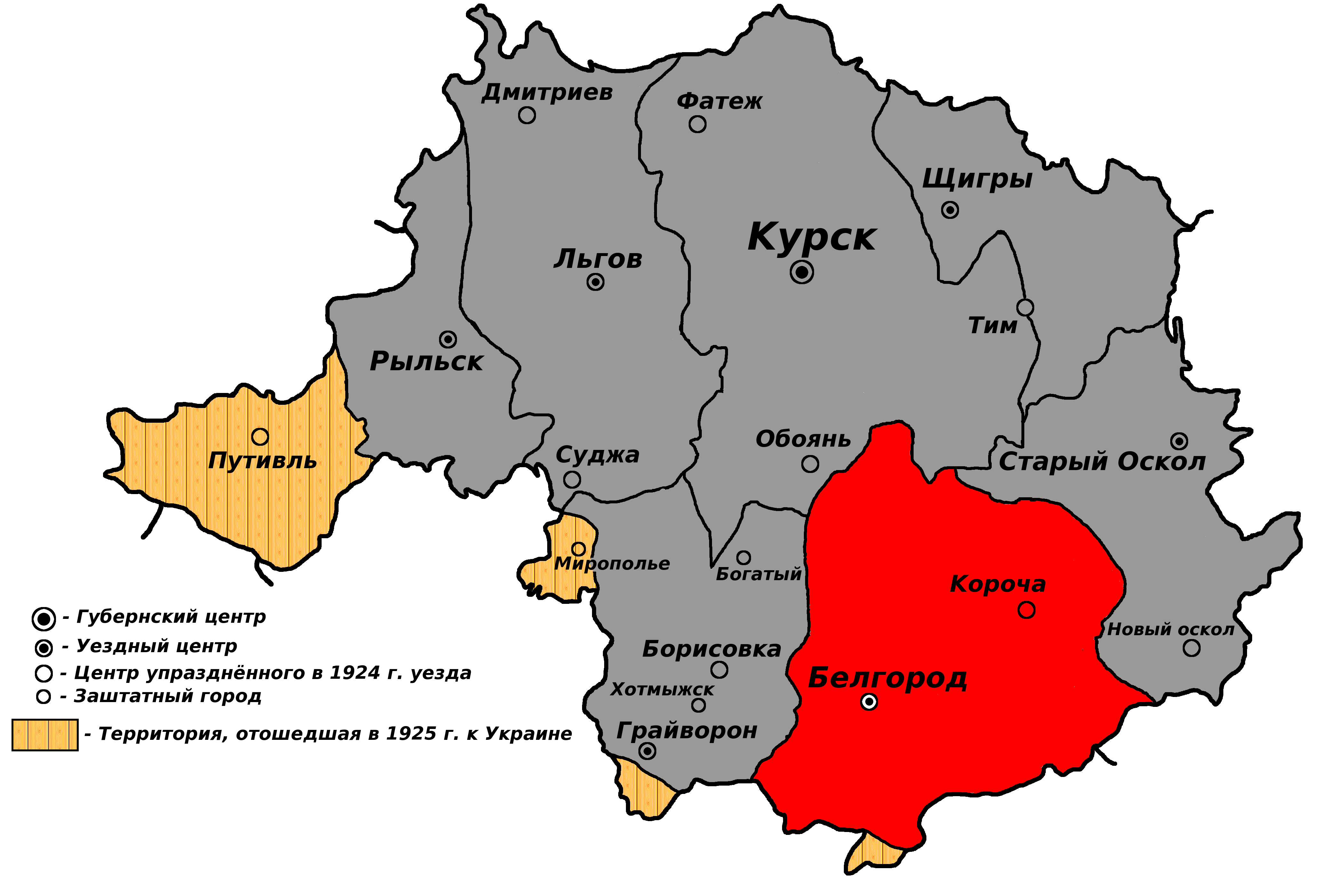
Белгородский уезд в составе Курской губернии РСФСР (1924—1928 гг.)

В период между 1919 и 1924 годами многократно пересматривался состав и названия входивших в уезд волостей и сельсоветов.
По постановлению Президиума ВЦИК от 12 мая 1924 года в состав Белгородского уезда был передан Корочанский, а также части Новооскольского и Обоянского уездов.
В 1925 году небольшая часть Белгородского уезда отошла к УССР.
В 1928 году, в связи с переходом с губернского на областное деление, Белгородский уезд был упразднен . На территории бывших Белгородского и Грайвононского уездов был образован Белгородский округ, разделенный на 14 районов, вошедший в состав Центральночернозёмной области. Одновременно город Белгород получил статус города окружного подчинения Белгородского округа Центрально-Чернозёмной области.

Современный Белгородский район ведет свою историю от 1928 г.

## Население
По данным переписи 1897 года в уезде проживало 174 299 чел. В том числе русские — 78,6%, малороссы (украинцы) — 21,4%.
По итогам всесоюзной переписи населения 1926 года население уезда составило 563 240 человек, из них городское — 49 071 человек.

## Административное деление
В 1890 году в состав уезда входило 18 волостей:
| № п/п | Волость        | Волостное правление | Число селений | Население |
| ----- | -------------- | ------------------- | ------------- | --------- |
| 1     | Безсоновская   | с. Бессоновка       | 12            | 11103     |
| 2     | Болховецкая    | с. Болховец         | 11            | 13151     |
| 3     | Карповская     | сл. Карпов          | 15            | 9412      |
| 4     | Масловская     | с. Маслова Пристань | 15            | 8680      |
| 5     | Мелиховская    | с. Мелихово         | 15            | 10415     |
| 6     | Муромская      | с. Муром            | 31            | 12619     |
| 7     | Никольская     | с. Никольское       | 16            | 6633      |
| 8     | Пушкарская     | сл. Пушкарская      | 17            | 11029     |
| 9     | Сабынинская    | сл. Сабынина        | 9             | 6898      |
| 10    | Старогородская | сл. Старое Городище | 22            | 14541     |
| 11    | Толоконская    | с. Толоконское      | 20            | 10002     |
| 12    | Томаровская    | сл. Томаровка       | 23            | 15197     |
| 13    | Шебекинская    | с. Шебекино         | 10            | 7571      |
| 14    | Шопинская      | сл. Шопино          | 19            | 11847     |

В 1913 году в уезде также было 14 волостей.